# Чушевино
Чушевино — деревня в Никольском районе Вологодской области.
Входит в состав Байдаровского сельского поселения, с точки зрения административно-территориального деления — в Байдаровский сельсовет.
Расстояние по автодороге до районного центра Никольска — 27 км, до центра муниципального образования Байдарово — 7 км. Ближайшие населённые пункты — Носково, Гора, Старыгино.
По переписи 2002 года население — 2 человека.